# Babel (serie de televisión)
Babel (en hangul: 바벨; RR: Babel) es una serie televisiva surcoreana de 2019, dirigida por Yoon Sung-sik y protagonizada por Park Si-hoo y Jang Hee-jin. Se emitió por el canal TV Chosun del 27 de enero al 24 de marzo de 2019, los sábados y domingos a las  22:50 (hora local).

## Sinopsis
La historia de un fiscal que haría cualquier cosa para lograr su venganza y de una actriz que lo pierde todo después de casarse con un hombre de familia rica.

## Reparto

### Principal
- Park Si-hoo como Cha Woo-Hyuk, experiodista que ahora trabaja como fiscal.[3]
- Jang Hee-jin como Han Jeong-won, exactriz casada con Tae Min-ho.[4]

### Secundario
- Kim Hae-sook como Sin Hyeon-sook, esposa de Tae Byeong-cheo
- Jang Shin-young como Tae Yoo-ra, hija de Tae Byeong-cheo y hermana menor de Tae Soo-ho, el jefe de Cha Woo-Hyuk en la oficina del fiscal, de quien también está enamorada.
- Kim Ji-hoon como Tae Min-ho, hijo menor de Tae Byeong-cheo, sucesor designado al frente de Geosan.
- Song Jae-hee como Tae Soo-ho, hijo mayor de Tae Byeong-cheo.
- Im Jung-eun como Na Yeong-eun, hija del dueño de la empresa editorial, esposa de Tae Min-ho.
- Kim Jong-goo como Tae Byeong-cheo, presidente de Geosan.
- Lee Seung-hyung como Sin Hyeon-cheol, hermano menor y co-conspirador de Sin Hyeon-sook, director de Geosan.
- Song Won-geun como el secretario Woo, asistente personal de Tae min-ho.
- Ha Si-eun como Hong Mi-seon, dirige un restaurante español y es amiga íntima de Han Jeong-won.
- Yoon Bong-gil como el detective Lee.
- Lee Jae-gu como Ricky.
- Park Joo-hyung como Go Jae-il, periodista que era colega de Cha Woo-Hyuk, novio de Hong Mi-seon.
- Yoon Jin-ho como Jang Bae-yoon.
- Kyung Sung-hwan como Kwon Byeon, abogado y aprendiz de Tae Yoo-ra.
- Ri Min como Gook Gwa-soo.
- Kim Jin-ho como el fiscal jefe.

## Producción
La primera lectura del guion tuvo lugar el 20 de noviembre de 2018 en la emisora de TV Chosun en Sangam, Corea del Sur.

## Banda sonora original
| Parte | N.º | Título                       | Artista                | Duración |
| ----- | --- | ---------------------------- | ---------------------- | -------- |
| 1     | 1   | Cry                          | Kim Yong-In (Bohemian) | 04:07    |
| 1     | 2   | Cry (inst.)                  |                        | 04:07    |
| 2     | 1   | Love Is Strong               | WoongSan               | 03:29    |
| 2     | 2   | Love Is Strong (inst.)       |                        | 03:29    |
| 3     | 1   | The Things You Want          | uangelvoice            | 04:20    |
| 3     | 2   | The Things You Wan (inst.)   |                        | 04:20    |
| 4     | 1   | You're My Everything         | John Park              | 05:23    |
| 4     | 2   | You're My Everything (inst.) |                        | 05:23    |

## Índices de audiencia
En la tabla inferior, en azul aparecen los índices más bajos, y en rojo los más altos.
| Ep.      | Fecha de emisión      | Índices de audiencia (AGB Nielsen) | Índices de audiencia (AGB Nielsen) |
| Ep.      | Fecha de emisión      | Nacional                           | Seúl                               |
| -------- | --------------------- | ---------------------------------- | ---------------------------------- |
| 1        | 27 de enero de 2019   | 3.532%                             | 4.321%                             |
| 2        | 2 de febrero de 2019  | 2.509%                             | 2.653%                             |
| 3        | 3 de febrero de 2019  | 2.838%                             | 3.603%                             |
| 4        | 9 de febrero de 2019  | 3.281%                             | 3.625%                             |
| 5        | 10 de febrero de 2019 | 2.929%                             | 3.364%                             |
| 6        | 16 de febrero de 2019 | 2.691%                             | 3.042%                             |
| 7        | 17 de febrero de 2019 | 3.231%                             | 3.605%                             |
| 8        | 23 de febrero de 2019 | 2.768%                             | 2.487%                             |
| 9        | 24 de febrero de 2019 | 3.352%                             | 4.005%                             |
| 10       | 3 de marzo de 2019    | 3.421%                             | 3.957%                             |
| 11       | 9 de marzo de 2019    | 2.929%                             | 2.811%                             |
| 12       | 10 de marzo de 2019   | 3.713%                             | 4.058%                             |
| 13       | 16 de marzo de 2019   | 3.197%                             | 3.125%                             |
| 14       | 17 de marzo de 2019   | 3.643%                             | 3.981%                             |
| 15       | 23 de marzo de 2019   | 3.207%                             | 3.418%                             |
| 16       | 24 de marzo de 2019   | 3.319%                             | 3.449%                             |
| Promedio | Promedio              | 3.160%                             | 3.469%                             |